# 清河崔氏
清河崔氏，是中国中古时代一个以清河郡为郡望的崔姓士族，汉末三国时期开始崛起为山東望族。北魏时，魏孝文帝分定姓族，清河崔氏与范陽盧氏、滎陽鄭氏、太原王氏並稱為四姓。在唐朝，為五姓之一，清河崔氏有十二名宰相。

## 姓源
崔氏源出於齊國公族，是齊太公的後裔。齊丁公的嫡子季子將繼承權讓給了齊乙公，以崔為采邑，於此終老，有子穆伯，後世便以崔為氏。穆伯的十一世孫崔杼擔任齊國的正卿，有子崔成、崔彊，後取齊桓公的後裔東郭姜生崔明。慶封攻殺崔成、崔彊，崔杼與東郭姜自殺，崔明躲在墳墓中逃過一劫，之後出奔到魯國。崔明有子崔良，十五世孫崔意如為秦大夫，封東萊侯。有二子：崔業、崔仲牟。業字伯基，漢東萊侯，居清河東武城，後代為清河崔氏；仲牟居博陵安平，後代為博陵崔氏。

## 郡望
清河崔氏郡望为清河郡，属冀州，治清阳县（今河北省清河县东南），最初由汉高祖刘邦设置。汉景帝中元三年（前147年），改为清河国，汉武帝建元五年（前136年）复改为清河郡，元鼎三年（前114年）复为清河国，汉元帝永光年间又改为郡，王莽时改为平河郡。东汉时，复改为清河国，移县治于甘陵县（后改名清河县，今山东临清市东北）。曹魏时复改为清河郡，西晋又改为清河国，仍属冀州。北魏时复改为清河郡，北齐移县治于武城县（今清河县西北）。隋朝开皇初年，清河郡被废，大业及唐朝天宝、至德时又改贝州为清河郡。

## 發展
崔氏家族在漢初分為清河崔氏與博陵崔氏。博陵崔氏在東漢時期名人輩出，相較之下清河崔氏發展較晚，直至漢末三國時期，始有崔琰、崔林等人揚名史冊。魏晉南北朝以後，清河崔氏快速發展，北魏時，與范陽盧氏、滎陽鄭氏、太原王氏並稱為四姓崔琰有名望，先後被袁紹、曹操徵辟，後因言辭上得罪曹操而被迫自殺。崔琰堂弟崔林，魏明帝時被任命為司空，封安陽亭侯，開三公封侯的先例。
崔林的後裔一度發展極為興盛。崔林子崔參，崔參的孫子崔悅、外孫盧諶溫嶠等都有名於當世。西晉末年大亂，崔悅與盧諶最初被段末波留滯，後來仕於石虎。崔悅孫崔宏，曾在前秦、後燕任官，後來被北魏道武帝重用，賜爵白馬侯，加周兵將軍，魏明元帝拜崔宏為天部大人，進爵為白馬公。崔宏子崔浩襲爵白馬公，被魏太武帝重用，擔任司徒。崔林一系於崔宏、崔浩臻於極盛，崔浩甚至仗著自己家世隆盛，欺負同宗族人。然而魏太武帝晚年，國史之獄爆發，崔浩被族誅。崔浩堂弟崔蔚逃到江左，仕於劉宋，直到魏孝文帝年間才返回北方，定居鄭州，其後裔稱「鄭州崔氏」。崔蔚子崔稚，崔稚子崔彥珍，崔彥珍女兒崔氏嫁給獨孤信，生獨孤伽羅。崔蔚另有一子崔彧，定居許州鄢陵，別出一房號為「許州鄢陵房」。
崔琰後裔的發展，最初不如崔林後裔那般顯赫。崔林後裔崔浩，就曾仗著自己的家世欺負崔琰後裔崔頤。然而在北魏孝文帝時，崔琰後裔崔宗伯與范陽盧氏盧敏、滎陽鄭氏鄭羲、太原王氏王瓊等與皇室通婚，並稱「四姓」，地位上升。

## 房支
- 郑州崔氏，北魏郢州刺史崔蔚定居于荥阳，后代号为郑州崔氏[22]
- 许州鄢陵房，崔蔚幼子崔彧居于鄢陵，别出一房号为许州鄢陵房[23]
- 南祖崔氏，包括三个支系
  - 乌水房，崔旷随慕容德南渡黄河，定居于齐郡的乌水，后代号为乌水房[24]
  - 北魏冀州刺史崔群定居于蓝田县，后代号为南祖崔氏[25]
  - 北魏秘书监、留后吏部尚书崔逞第五子崔祎四世孙崔溉，后代号为南祖崔氏[26]
- 清河大房，北魏抚军将军、殿中尚书、文贞侯崔休的后代，号为清河大房[27]
- 清河小房，北魏太子舍人崔夤的后代，号为清河小房[28]
- 清河青州房，刘宋泰山太守崔辑迁居青州，后代号为清河青州房[29]

## 禁婚家
显庆四年，唐高宗下禁婚诏，禁止七姓十家互相通婚，崔宗伯的二子、崔元孙的二子被列入禁婚家，其中包括了清河大房、清河小房的全部以及清河青州房的一部分。

## 房
郑州崔氏、许州鄢陵房、南祖崔氏、清河大房、清河小房、清河青州房合称清河崔氏定著六房。

## 宰相
- 崔元综，出自郑州崔氏，武则天宰相
- 崔知温，出自许州鄢陵房，唐高宗宰相
- 崔昭纬，出自南祖崔氏乌水房，唐昭宗宰相
- 崔慎由，出自南祖崔氏乌水房，唐宣宗宰相
- 崔胤，出自南祖崔氏乌水房，唐昭宗宰相
- 崔詧，出自南祖崔氏崔群支系，武则天宰相
- 崔神基，出自南祖崔氏崔溉支系，武则天宰相
- 崔龟从，出自清河大房，唐宣宗宰相
- 崔彦昭，出自清河小房，唐僖宗宰相
- 崔群，出自清河小房，唐宪宗宰相
- 崔郸，出自清河小房，唐宣宗宰相
- 崔协，出自清河小房，后唐明宗李嗣源宰相
- 崔圆，出自清河青州房，唐肃宗宰相